# جان کلاسن
جان کلاسن (انگلیسی: Jon Klassen؛ زادهٔ ۲۹ نوامبر ۱۹۸۱) نویسنده، تصویرگر کتاب کودکان و پویانمای کانادایی است. او توانست برای تصویرگری‌هایش برندهٔ نشان کالدکوت و نشان کیت گریناوی شود.
او نویسنده و تصویرگر سه‌گانه‌ای موسوم به «کلاه» است. این سه‌گانه با نگارش می‌خواهم کلاهم برگردد آغاز شد که اولین اثر او به‌عنوان نویسنده نیز محسوب می‌شود، به‌دنبالش این کلاه من نیست انتشار یافت و سرانجام، با تصویرگری و نگارش ما یک کلاه پیدا کردیم تکمیل می‌شود. دو کتاب اول برای بیش از چهل هفته جزو فهرست پرفروش‌های نیویورک تایمز بودند.

## اوایل زندگی و تحصیل
کلاسن در سال ۱۹۸۱ در وینیپگ کانادا به دنیا آمد و در نیاگارا فالز و تورنتو بزرگ شد. او دانش‌آموختهٔ دانشکدهٔ شریدان در رشتهٔ پویانمایی است و پس از فارغ‌التحصیلی در سال ۲۰۰۵ به لس آنجلس نقل‌مکان کرد.

## آثار

### به‌عنوان تصویرگر و نویسنده
- سه‌گانهٔ کلاه
  - می‌خواهم کلاهم برگردد (۲۰۱۱)
  - این کلاه من نیست (۲۰۱۲)
  - ما یک کلاه پیدا کردیم (۲۰۱۶)